# Perú en los Juegos Paralímpicos de Río de Janeiro 2016
La participación de Perú en los Juegos Paralímpicos de Río de Janeiro 2016 fue la octava actuación paralímpica del país. La delegación peruana estuvo compuesta por 6 deportistas —5 hombres y 1 mujer— que compitieron en 2 deportes. El abanderado en la ceremonia de apertura fue Israel Hilario.

## Deportistas
Los deportistas peruanos que participaron en Río de Janeiro 2016 fueron:
| - Atletismo (5): Masculino - José Luis Casas. - Carlos Felipa. - Luis Sandoval. - Efraín Sotacuro. Femenino - Yeny Vargas. | - Ciclismo (1): Masculino - Israel Hilario. |

## Detalle por deporte

### Atletismo
Femenino
Eventos de pista
| Atleta      | Evento          | Clasificación | Clasificación | Final        | Final        |
| Atleta      | Evento          | Tiempo        | Posición      | Tiempo       | Posición     |
| ----------- | --------------- | ------------- | ------------- | ------------ | ------------ |
| Yeny Vargas | 200 m T45/46/47 | 31.49         | 4             | No clasificó | No clasificó |
| Yeny Vargas | 400 m T45/46/47 | 1:09.23       | 4             | 1:09.63      | 7            |

Masculino
Eventos de pista
| Atleta          | Evento         | Clasificación | Clasificación | Final         | Final         |
| Atleta          | Evento         | Tiempo        | Posición      | Tiempo        | Posición      |
| --------------- | -------------- | ------------- | ------------- | ------------- | ------------- |
| Carlos Felipa   | 100 m T42      | 15.38         | 7             | No clasificó  | No clasificó  |
| José Luis Casas | 200 m T43/44   | 26.91         | 7             | No clasificó  | No clasificó  |
| José Luis Casas | 400 m T43/44   | Descalificado | Descalificado | Descalificado | Descalificado |
| Luis Sandoval   | 1500 m T11     | 4:28.41       | 4             | No clasificó  | No clasificó  |
| Efraín Sotacuro | Maratón T45/46 | ———           | ———           | 2:55:27       | 4             |

Eventos de campo
| Atleta        | Evento          | Final  | Final    |
| Atleta        | Evento          | Tiempo | Posición |
| ------------- | --------------- | ------ | -------- |
| Carlos Felipa | Salto largo T42 | 4.10   | 8        |

### Ciclismo
| Atleta         | Evento          | Carrera  | Carrera  |
| Atleta         | Evento          | Tiempo   | Posición |
| -------------- | --------------- | -------- | -------- |
| Israel Hilario | Contrarreloj C2 | 28:55.08 | 6        |
| Israel Hilario | Ruta C1-2-3     | 1:51:48  | 12       |